# Deltocephalus hamatus
Deltocephalus hamatus är en insektsart som beskrevs av Then 1896. Deltocephalus hamatus ingår i släktet Deltocephalus och familjen dvärgstritar. Inga underarter finns listade i Catalogue of Life.